# Columbia (Kentucky)
Columbia – miasto w Stanach Zjednoczonych, w stanie Kentucky, w hrabstwie Adair.